# St. Philippus und Jakobus (Herdecke)

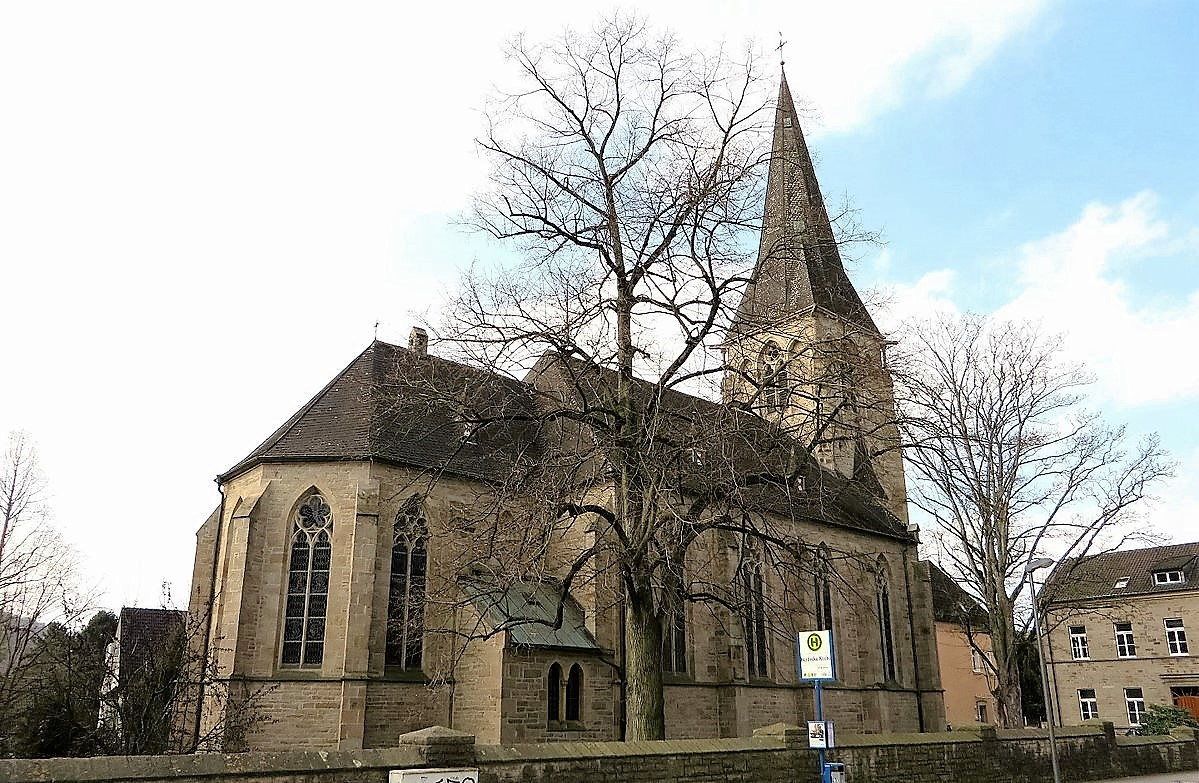
St. Philippus und Jakobus (Herdecke)

Die römisch-katholische, denkmalgeschützte Pfarrkirche St. Philippus und Jakobus steht in Herdecke, einer Stadt im Ennepe-Ruhr-Kreis von Nordrhein-Westfalen. Die Kirchengemeinde gehört zum Pastoralen Raum Ruhrseen-Hagen Nord im Dekanat Hagen-Witten des Erzbistums Paderborn.

## Beschreibung
Die Grundsteinlegung der Hallenkirche war am 24. Oktober 1861, die Konsekration durch Joseph Freusberg am 12. Oktober 1864. Die Kirche aus Bruchsteinen wurde nach einem Entwurf von Friedrich von Schmidt erbaut. Das mit einem Satteldach bedeckte Langhaus hat vier, der eingezogene Chor mit Fünfachtelschluss im Osten hat ein Joch. Die Seitenwände werden von Strebepfeilern gestützt, zwischen denen sich Maßwerkfenster befinden. Der mit einem achtseitigen Knickhelm bedeckte Kirchturm steht im Westen. 
Der Innenraum ist mit einem Kreuzrippengewölbe überspannt. Zur Kirchenausstattung gehört ein Ambo, an dem sich Reliefs befinden, die ursprünglich die Brüstungen einer spätgotischen Kanzel zierten.
Das Geläut besteht aus drei Glocken. Die kleine Glocke (a') wurde 1924 von Heinrich Humpert in Brilon aus Bronze gegossen. 1952 kamen zwei neue Gussstahlglocken des Bochumer Vereins, gestimmt auf e' und g'.